# 薇拉·克拉索娃
薇拉·克拉索娃（英語：Vera Krasova，俄語：Вера Красова）1987年於莫斯科，俄羅斯籍模特兒和選美比賽出線者。

## 2007年度俄羅斯小姐競選
克拉索娃代表莫斯科參選在2007年12月14日，於莫斯科舉行的2007年度俄羅斯小姐競選，她的參選編號是23號。是次比賽她成功奪得了季軍，但未能成功奪魁(是次比賽的冠軍是肯笙妮雅·蘇恩諾娃)。但由於蘇恩諾娃因要處理學業問題，所以她代替蘇恩諾娃參選2008年度環球小姐競選。

## 2008年度環球小姐競選
克拉索娃代表俄羅斯參加2008年7月14日於越南慶和省芽莊鑽石灣度假村舉行的2008年度環球小姐競選，她首先在預賽中打入前15名，以泳裝環節取得8.414分（第七名）晉身前十名，並在晚禮服環節以8.471分(第五名)晉身前五名，在前五名被來自委內瑞拉的達亞娜·門多薩擊敗，最後奪得了第四名，未能代表俄羅斯奪魁。不過，她是自2002年奧紗娜·費奧多羅娃(之後被除名)代表俄羅斯參加2002年度環球小姐競選奪得冠軍後近6年代表俄羅斯參選環球小姐中成績最好的一位。